# Anne Müller (Handballspielerin)
Anne Müller (* 5. Juli 1983 in Bochum-Wattenscheid) ist eine ehemalige deutsche Handballspielerin.
Müller spielte am Anfang für den ASV Hamm und den Hasper SV. Ab dem Jahr 1999 spielte sie bei Bayer Leverkusen. Ihre große Stärke ist ihre Vielseitigkeit. Ab dem Sommer 2010 spielte sie für den HC Leipzig. Müller war in der Lage auf jeder Feldspielerposition auszuhelfen, was in Zeiten der Spezialisten nicht mehr alltäglich ist. Seit der Saison 2015/16 stand sie bei Borussia Dortmund unter Vertrag. Im Sommer 2019 beendete sie ihre Karriere.
Die 1,74 m große Kreisspielerin gab ihr Länderspieldebüt am 4. März 2005 gegen Kroatien. Bei der Weltmeisterschaft im Dezember 2007 in Frankreich wurde Müller mit der deutschen Handballnationalmannschaft Dritte. Aufgrund ihres Studiums legte Müller eine einjährige Pause ein und spielte am 31. März 2010 gegen Belarus wieder in der deutschen Auswahl.

## Erfolge
- Deutsche Nationalmannschaft
  - Jugend-Vizeeuropameister 2001
  - 6. Platz WM 2005
  - 4. Platz EM 2006 und 2008
  - 3. Platz WM 2007

- Bayer Leverkusen
  - A-Jugend-Vizemeister 2001
  - Deutscher Pokalsieger 2002, 2010
  - Deutscher Vizepokalsieger 2005
  - Challenge-Cup-Siegerin 2005
  - Deutscher Vizemeister 2006

- HC Leipzig
  - Deutscher Pokalsieger 2014